# Rajon Braslau

Rajon Braslau, Karte

Der Rajon Braslau (belarussisch Браслаўскі раён; russisch Браславский район) ist eine Verwaltungseinheit im Westen der Wizebskaja Woblasz in Belarus mit dem administrativen Zentrum in der Stadt Braslau. Der Rajon hat eine Fläche von 2200 km² und umfasst 629 Ortschaften.

## Geographie
Der Rajon Braslau liegt im westlichen Teil der Wizebskaja Woblasz. Die Nachbarrajone in der Woblast Wizebsk sind im Osten Miory, im Südosten Scharkouschtschyna und im Süden Pastawy.